# Fabien Roussel
Fabien Roussel (ur. 16 kwietnia 1969 w Béthune) – francuski polityk i dziennikarz, poseł do Zgromadzenia Narodowego, od 2018 sekretarz generalny Francuskiej Partii Komunistycznej (PCF).

## Życiorys
Kształcił się w szkole średniej w Champigny-sur-Marne, ukończył później szkolenie dziennikarskie w instytucji edukacyjnej CPJ w Paryżu. Pracował przez kilka lat jako dziennikarz i operator filmowy, zaczynając w redakcji komunistycznego dziennika „L’Humanité”.
W trakcie nauki w szkole średniej dołączył do komunistycznej młodzieżówki MJCF. Wstąpił też do PCF, został etatowym działaczem partyjnym. Współpracował m.in. z Michelle Demessine, sekretarz stanu we francuskim rządzie w latach 1997–2001, zajmował się również partyjnymi kampaniami. W 2014 został wybrany na radnego miejskiego w Saint-Amand-les-Eaux.
W wyborach w 2017 uzyskał mandat posła do Zgromadzenia Narodowego XV kadencji w jednym z okręgów departamentu Nord. W listopadzie 2018 został nowym sekretarzem generalnym Francuskiej Partii Komunistycznej, zastępując na tej funkcji Pierre'a Laurenta. W 2022 był kandydatem komunistów w wyborach prezydenckich; w pierwszej turze otrzymał 2,3% głosów, zajmując ósme miejsce wśród 12 kandydatów. W tym samym roku z ramienia lewicowej koalicji wyborczej z powodzeniem ubiegał się o poselską reelekcję. Mandat poselski utracił natomiast w wyniku kolejnych wyborów w 2024.